# Punakaiki (fleuve)
Le fleuve Punakaiki  (en anglais : Punakaiki River) est un cours d’eau de la région de la  West Coast dans l‘île du Sud de la Nouvelle-Zélande.

## Situation
Il s’écoule de façon prédominante vers le  nord-ouest à partir de sa source dans la chaîne de  Paparoa (en), atteignant la  Mer de Tasman  à 2 kilomètres au sud de la ville de Punakaiki. La plus grande partie du trajet de la rivière est situé à l’intérieur du parc de Parc national de Paparoa.